# Morio Kita
Morio Kita (北 杜夫, Kita Morio) est le nom d'auteur de l'auteur, essayiste et psychiatre japonais Sokichi Saito (斎藤 宗吉, Saitō Sōkichi) né le 1er mai 1927, et mort le 24 octobre 2011. Il est le fils du poète Mokichi Saitō.

## Biographie
Adolescent, il fréquente le lycée de Matsumoto en compagnie du futur écrivain Kunio Tsuji. Cette école lui servira de modèle pour son roman Doctor Mambō Kōkaiki. Diplômé de l'école de médecine de l'Université de Tōhoku, il devient d'abord médecin à l'hôpital universitaire de Keio, puis deviendra psychiatre comme son père et son frère ainé. en 1953, l'année de la mort de son père.
Il publie son premier roman, Yūrei (Fantômes) en 1953, l'année de la mort de son père, après avoir été sérialisé dans la revue Bungei. Il a alors 23 ans. Sa passion pour l’œuvre de Thomas Mann et en particulier Les Buddenbrook influence toute son œuvre, en particulier Nireke no hitobito (La Maison Nire), roman qu'il commence à écrire alors qu'il est encore étudiant à l'école de médecine et qui sera publié en 1963.
En 1959, Kita devient médecin de bord sur un bateau à destination de l'Allemagne, où il visitera des lieux liés à la vie de Thomas Mann. Il s'inspirera de cette expérience pour écrire Docteur Mambō Kōkaiki (Docteur Mambo en mer).
Il remporte en 1960 le prix Akutagawa pour son livre Dans les recoins de Nuit et brouillard (夜と霧の隅で, Yoru to kiri no sumi de), un livre qui traite du programme nazi du même nom.

## Liste des œuvres traduites en français
- Les têtards, dans Les Paons La Grenouille Le Moine-Cigale et dix autres récits (Tome 3 - 1955-1970), nouvelles traduites par le groupe Kirin, Editions Picquier, 1988 (réédition 1991) ; Anthologie de nouvelles japonaises (Tome III - 1955-1970) - Les Paons La Grenouille Le Moine-Cigale, Picquier poche, 1998.
- Kamikôchi, dans Jeunesse - Anthologie de nouvelles japonaises contemporaines Tome 1, traduit par Jean-Jacques Tschudin, Éditions du Rocher, 2007.